# Chi Ô đầu
Chi Ô đầu (Aconitum, phát âm /ˌækəˈnaɪtəm/) là một chi có hơn 250 loài thực vật có hoa bản địa các vùng núi bắc Bán cầu, mọc trên vùng đất ẩm. Phần lớn các loài đều rất độc

## Các loài
- Aconitum ajanense
- Aconitum albo-violaceum
- Aconitum altaicum
- Aconitum ambiguum
- Aconitum angusticassidatum
- Aconitum anthora (Yellow Monkshood)
- Aconitum anthoroideum
- Aconitum album
- Aconitum axilliflorum
- Aconitum baburinii
- Aconitum baicalense
- Aconitum barbatum
- Aconitum besserianum
- Aconitum biflorum
- Aconitum bucovinense
- Aconitum burnatii
- Aconitum carmichaelii (Carmichael's Monkshood)
- Aconitum charkeviczii
- Aconitum chasmanthum
- Aconitum chinense: Siebold.&Zucc.[5] aka Aconitum carmichaelii var. truppelianum
- Aconitum cochleare
- Aconitum columbianum (Western Monkshood)
- Aconitum confertiflorum
- Aconitum consanguineum
- Aconitum coreanum
- Aconitum crassifolium
- Aconitum cymbulatum
- Aconitum czekanovskyi
- Aconitum decipiens
- Aconitum degenii (syn. A. variegatum ssp. paniculatum)
- Aconitum delphinifolium (Larkspurleaf Monkshood)
- Aconitum desoulavyi
- Aconitum ferox (Indian Aconite)
- Aconitum firmum
- Aconitum fischeri (Fischer Monkshood)
- Aconitum flerovii
- Aconitum gigas
- Aconitum gracile (synonym of A. variegatum ssp. variegatum)
- Aconitum helenae
- Aconitum hemsleyanum (Climbing Monkshood)
- Aconitum henryi (Sparks Variety Monkshood)
- Aconitum hosteanum
- Aconitum infectum: Arizona Monkshood
- Aconitum jacquinii (synonym of A. anthora)
- Aconitum jaluense
- Aconitum jenisseense
- Aconitum karafutense
- Aconitum karakolicum
- Aconitum kirinense
- Aconitum koreanum
- Aconitum krylovii
- Aconitum kunasilense
- Aconitum kurilense
- Aconitum kusnezoffii: Kusnezoff Monkshood
- Aconitum kuzenevae
- Aconitum lamarckii
- Aconitum lasiostomum
- Aconitum leucostomum
- Aconitum longiracemosum
- Aconitum lycoctonum
- Aconitum macrorhynchum
- Aconitum maximum (Kamchatka Aconite)
- Aconitum miyabei
- Aconitum moldavicum
- Aconitum montibaicalense
- Aconitum nanum
- Aconitum napellus (Monkshood; type species)
- Aconitum nasutum
- Aconitum nemorum
- Aconitum neosachalinense
- Aconitum noveboracense (Northern Blue Monkshood)
- Aconitum ochotense
- Aconitum orientale
- Aconitum paniculatum
- Aconitum paradoxum
- Aconitum pascoi
- Aconitum pavlovae
- Aconitum pilipes
- Aconitum plicatum
- Aconitum podolicum
- Aconitum productum
- Aconitum pseudokusnezowii
- Aconitum puchonroenicum
- Aconitum raddeanum
- Aconitum ranunculoides
- Aconitum reclinatum (Trailing White Monkshood)
- Aconitum rogoviczii
- Aconitum romanicum
- Aconitum rotundifolium
- Aconitum rubicundum
- Aconitum sachalinense
- Aconitum sajanense
- Aconitum saxatile
- Aconitum sczukinii
- Aconitum septentrionale
- Aconitum seravschanicum
- Aconitum sichotense
- Aconitum smirnovii
- Aconitum soongaricum
- Aconitum stoloniferum
- Aconitum stubendorffii
- Aconitum subalpinum
- Aconitum subglandulosum
- Aconitum subvillosum
- Aconitum sukaczevii
- Aconitum taigicola
- Aconitum talassicum
- Aconitum tanguticum
- Aconitum tauricum
- Aconitum turczaninowii
- Aconitum umbrosum
- Aconitum uncinatum (Southern Blue Monkshood)
- Aconitum variegatum
- Aconitum volubile
- Aconitum vulparia (Wolfsbane)
- Aconitum woroschilovii